# Joaquín de Vedia
Joaquín de Vedia (Buenos Aires, Argentina, 24 de septiembre de 1877-ibídem, 1 de julio de 1936) fue un periodista, director de teatro, diplomático, crítico literario y académico de número de la Academia Nacional de Bellas Artes en la que ocupó el sitial 20.

## Actividad profesional
Inició su actividad periodística en 1894 y trabajó sucesivamente en el diario Tribuna, en El País –fundado por Carlos Pellegrini- desde 1900 y en La Nación desde 1906.
En este diario De Vedia sucedió a Roberto Payró y a Enrique Frexas –que desde aproximadamente 1890 tenían a su cargo la crítica teatral- y siguió el modelo de aquellos, esto es un trabajo sostenido y riguroso con un discurso que buscaba imponer su poder frente al sistema teatral y que estaba fundamentado en un sólido conocimiento del teatro clásico y moderno, de la estética, la historia y demás aspectos del teatro. Florencio Sánchez, que era amigo de De Vedia, quien por entonces trabajaba como crítico teatral en el diario Tribuna, le acercó el original de su obra M’hijo el dotor que acababa de escribir y tanto le gustó a De Vedia que se la llevó a Ezequiel Soria, por entonces director de la compañía de Gerónimo Podestá que estaba actuando en el Teatro de la Comedia y se la recomendó calurosamente como “la mejor pieza dramática escrita hasta hoy en Buenos Aires”; la recomendación fue aceptada, la compañía estrenó la pieza el 13 de agosto de 1903 y se constituyó en el éxito teatral de ese momento y un impulso decisivo que llevó a Florencio Sánchez por el camino de autor dramático.
De Vedia también tuvo una intervención similar respecto de ¡Jettatore!, la primera obra teatral de Gregorio de Laferrère cuando le llegó el original de la misma, tras su rechazo por Jerónimo Podestá. Sin revelar la identidad del autor, le pidió a Enrique García Velloso que la leyera comentándole que era una pieza muy graciosa y que “corrigiendo algunos defectos de técnica y suprimiendo algunas escenas que se repiten haría reír”. La obra entusiasmó también a García Velloso, pero le encontró fallas técnicas como por ejemplo que estaba mal armada, dividida en 9 cuadros que requerían varios cambios de decorado. Fue recién entonces que De Vedia le informó quien era el autor y Laferrère tras recibir las observaciones, suprimió escenas, ajustó parlamentos y logró la unidad desarrollando la trama en tres actos en un solo decorado.

## Trayectoria
Fue profesor en el Conservatorio Labardén, un instituto privado de enseñanza artística, fundado en 1907 por Gregorio de Laferrère del que fue director Calixto Oyuela, refundado en 1924 por decreto de Marcelo T. de Alvear. También escribió en otras publicaciones, como la revista Nosotros, tenía amplios conocimientos sobre literatura, teatro e historia del teatro, era respetado como crítico en tales campos y paralelamente dirigió compañías teatrales.
En 1915 en el Teatro Apolo dirigió a Salvador Rosich en Los cimientos de la dicha. y también actuó como director en la compañía de Pablo Podestá.241 y 249
Cuando Roberto Casaux ingresó en la compañía Pagano-Ducasse, se relaciónó con De Vedia, quien supo aprovechar sus condiciones histriónicas y fue corresponsable de la creación de exitosos personajes como el inglés de El halcón, de José León Pagano, el vasco de Las de sarrasqueta, de Diego Ortiz Grognet, ambos en 1915. Casaux pudo con De Vedia desarrollar a pleno la capacidad de evaluar las obras, componer los personajes y representar los de más diversas nacionalidades en lo que fue el aspecto característico de su carrera. y fue así que ese mismo año obtuvo elogiosas críticas por su interpretación de El distinguido ciudadano, una obra de José Antonio Saldías y Raúl Casariego que se constituyó en el mayor éxito de la temporada. Al año siguiente Casaux desempeñó en el Teatro Apolo, siempre con la dirección de De Vedia, primeros papeles en 8 obras nuevas que se estrenaron en solo 4 meses, de abril a julio.
Fue uno de los fundadores del Partido Gente de Teatro un partido político que fue creado por iniciativa de García Velloso que existió entre 1926 y 1930 y estuvo formado por actores, empresarios, periodistas, autores y directores teatrales. El partido se presentó en las elecciones municipales de la ciudad de Buenos Aires en 1926, y Joaquín de Vedia era uno de los candidatos, resultando electos concejales el famoso actor Florencio Parravicini y el empresario cinematográfico y teatral Augusto Álvarez, que era el secretario general, cuya candidatura boicotearon militantes celosos de la propia agrupación, encabezados por su presidente, José González Castillo, quienes solicitaron a la Junta Electoral la anulación de los votos individuales, impidiéndole, de ese modo su acceso a la banca. Parravicini ejerció como concejal hasta 1930, pero su desempeño imprevisible, en general, defraudó al ambiente. El Partido había hecho una excelente campaña ubicándose en cuarta posición detrás de la Unión Cívica Radical, el Partido Socialista y la Unión Cívica Radical Antipersonalista y por delante de los partidos Nacionalista, Comunista, Salud Pública, Unitario, Comunista Obrero, Unión Fomento Edilicio, A. C. Independiente, Sindicato Médico, Feminista y los votos en blanco.

## Diplomático
De Vedia fue cónsul de Argentina en París y en Barcelona y escribió la historia de la República Argentina en “La Historia del Mundo en la Edad Moderna” publicada por la Universidad de Cambridge, escribió en 1924 Cómo los vi, una crónica de estilo periodístico sobre Bartolomé Mitre, Julio Argentino Roca, Jean Jaurés, Clemenceau, Leandro N. Alem, Carlos Pellegrini, Bernardo de Irigoyen, Aristóbulo del Valle, Agustín de Vedia, Herrera y Obes, Manuel Quintana, Pedro Carlos Molina y Emilio Becher.
Al estallar en 1914 la Primera Guerra Mundial, estuvo en el grupo de escritores que apoyaba a Francia y los Aliados. Por decreto del Poder Ejecutivo fue designado Académico de Número de la Academia Nacional de Bellas Artes el 1º de julio de 1936.

## Fallecimiento
Falleció en Buenos Aires el 8 de julio de 1936.